# Pierre Léaud
Pour les articles homonymes, voir Léaud (homonymie).
 (septembre 2020).
Si vous disposez d'ouvrages ou d'articles de référence ou si vous connaissez des sites web de qualité traitant du thème abordé ici, merci de compléter l'article en donnant les références utiles à sa vérifiabilité et en les liant à la section « Notes et références ».
Pierre Léaud est un écrivain français, romancier, scénariste, dramaturge et assistant réalisateur, né le 25 mars 1909 à Rennes (Ille-et-Vilaine), mort le 5 novembre 1996 à Falaise (Calvados).

## Biographie
Pierre Léaud a été marié à la comédienne Jacqueline Pierreux, il est le père de l'acteur Jean-Pierre Léaud.

## Filmographie

### Comme scénariste
- 1943 : Le Soleil de minuit de Bernard Roland
- 1945 : Échec au roy de Jean-Paul Paulin
- 1946 : Nous ne sommes pas mariés de Bernard Roland (seulement dialoguiste)
- 1946 : Le Couple idéal de Bernard Roland et Raymond Rouleau
- 1948 : Scandale de René Le Hénaff
- 1948 : Toute la famille était là de Jean de Marguenat
- 1954 : Une balle suffit de Jean Sacha
- 1954 : Le Baron Tzigane d'Arthur Maria Rabenalt
- 1960 : Amour, Autocar et Boîtes de nuit de Walter Kapps
- 1969 : Aux frais de la princesse de Roland Quignon

### Comme assistant réalisateur
- 1942 : Romance à trois de Roger Richebé
- 1945 : Les Démons de l'aube d'Yves Allégret
- 1948 : Dédée d'Anvers d'Yves Allégret
- 1949 : Les Amants de Vérone d'André Cayatte
- 1950 : Un homme marche dans la ville de Marcello Pagliero
- 1950 : Justice est faite d'André Cayatte
- 1952 : La Maison dans la dune de Georges Lampin
- 1952 : Nous sommes tous des assassins d'André Cayatte
- 1957 : Police judiciaire de Maurice de Canonge (également co-adaptateur)
- 1958 : La Tour, prends garde ! de Georges Lampin
- 1961 : C'est pas toujours du caviar (Diesmal muß es Kaviar sein) de Geza Von Radvanyi
- 1964 : Jean-Marc ou la Vie conjugale d'André Cayatte
- 1964 : Françoise ou la Vie conjugale d'André Cayatte

### Comme acteur
- 1930 : Un caprice de la Pompadour de Joë Hamman
- 1931 : L'Opéra de quat'sous de Georg Wilhelm Pabst
- 1950 : Un homme marche dans la ville de Marcello Pagliero : l'ordonnateur

## Œuvre littéraire

### Romans
- Taxi pour l'échafaud, coll. « le Crabe police » no 12, éditions André Martel, 1946
- Ouragan sur la crête, éditions de l'Arabesque, 1969
- Pièges à conviction, Eurédif, 1970
- Mon crime contre le tien, Eurédif, 1971
- La Longue Nuit d'Antropos, éditions France-Empire, 1971
- Les Oliviers de la violence, éditions France-Empire, 1973

### Théâtre
- Fugue en mineur(e), mise en scène de Pierre Romans, Théâtre de l'Odéon, 1978
- Accordez vos violons (Victor Haïm, Pierre Léaud, Étienne Bierry), Théâtre de Poche Montparnasse, 1981
- Un si joli petit square, mise en scène Didier Augustin, avec Thiéry Bourcier (Compagnie Thiéry Bourcier Woippy), 1982
- Complet-veston sur mesure en trois essayages, mise en scène d'André Villiers, avec Christian Alers et Maurice Sarfati, 1982
- Le Cas Ludovic, Théâtrothèque de Lorraine, 1984

Le film Le lion est mort ce soir de Nobuhiro Suwa (2017) utilise des dialogues d'une pièce de théâtre de Pierre Léaud pour les échanges entre le personnage de Jean, interprété par son fils Jean-Pierre Léaud, et son amie de jeunesse.